# Кривая (река, Сахалин)
Кривая — река в России, на острове Сахалин. Левобережный приток реки Рукутамы, впадает в неё в 24 км от устья. Протекает по территории Поронайского района Сахалинской области. Общая протяжённость реки составляет 48 км. Площадь водосборного бассейна насчитывает 400 км². Берёт начало с горы Лосиная (495 м) Центрального хребта Восточно-Сахалинских гор. Протекает через село Трудовое.

## Данные водного реестра
По данным государственного водного реестра России относится к Амурскому бассейновому округу.
Код объекта в государственном водном реестре — 20050000212118300003358.